# Santa Inés (Soria)
Santa Inés es una localidad despoblada de la provincia de Soria, partido judicial de Soria, comunidad autónoma de Castilla y León, España.  Pueblo de la comarca de Pinares que pertenece al municipio de Vinuesa.
Desde el punto de vista jerárquico de la Iglesia católica forma parte de la Diócesis de Osma-Soria la cual, a su vez, pertenece a la Archidiócesis de Burgos.
Su situación geográfica, al pie de los Picos de Urbión y de la sierra de La Cebollera.

## Ubicación y accesos

Término municipal de Vinuesa.

Se sitúa en el Este de la comarca de Pinares, al pie de los Picos de Urbión y de la sierra de La Cebollera, en la parte noroeste de la provincia de Soria a 43,5 km de la capital y cerca del límite con La Rioja. Las sierras de Urbión y de la Cebollera la cubren por el lado norte y en ellas se halla la Laguna Negra que pasó a la literatura de manos de Antonio Machado en su obra La Tierra de Alvargonzález. El impresionante paisaje de la serranía y de esta laguna glacial rodeada de altas paredes en donde anidan las aves rapaces queda descrito por el poeta. La fuerza de este paisaje hace que sea uno de los lugares con más atractivo turístico del interior de la península.
Su clima es el propio de esta altitudes, con inviernos fríos y los veranos suaves y templados.

### Comunicaciones
La comunicación con la villa de Vinuesa, capital del municipio, se realiza por una carretera rural, y, en parte se puede realizar por la carretera provincial SO-830 que transcurre paralela a la anterior, enlazando con Vinuesa por la carretera provincial SO-820.

### Composición
Es un pequeño barrio rural que se sitúa a 12 km al norte del núcleo urbano de Vinuesa. Situada más al norte que El Quintanarejo, a orillas del río Revinuesa.

## Hidrografía y orografía

### Hidrografía
Está situada en la confluencia del río Revinuesa con el arroyo de la Laguna. 

### Orografía
Se rodea de cumbres que rozan los 2.000 m s. n. m., como el Pico Zorraquin de 2105 m s. n. m. o Castillo de Vinuesa de 2064 m s. n. m.

## Historia
Las primeras manifestaciones en documentos datan del año 1270 cuando aparecen en  las Ordenanzas de Vinuesa. Santa Inés paso a la literatura de mano de Bernabé Tierno quien describió el lugar en su obra Emociones Campesinas.

## Monumentos
Entre las casas, ahora refugio del ganado, destaca la pequeña ermita de Santa Inés que guarda un retablo del siglo XVII.